# George Berry
George Berry (född 19 november 1957 i Rostrup, Tyskland) är en walesisk före detta fotbollsspelare (mittback) som bland annat spelade fem landskamper för det Walesiska landslaget i början av 1980-talet.